# Gene Ludwig

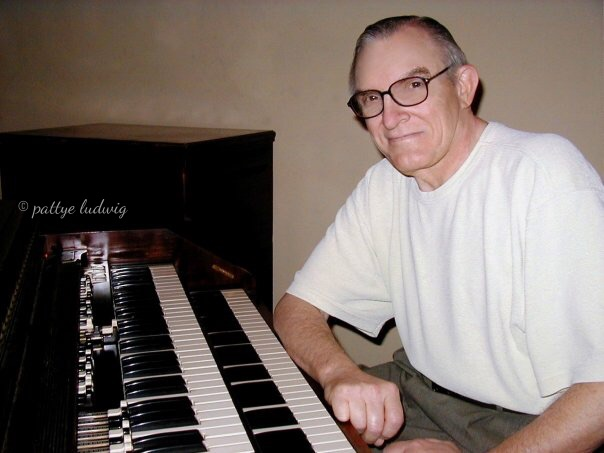
Gene Ludwig

Gene Ludwig (* 4. September 1937 in Twin Rocks, Pennsylvania; † 14. Juli 2010 in Pittsburgh) war ein US-amerikanischer Organist des Soul-Jazz.

## Leben und Wirken
Ludwig wuchs in Swissvale auf, ab dem Alter von vier Jahren in Pittsburgh und erhielt als Kind Klavierunterricht durch seine Mutter. Seine frühen musikalischen Vorbilder lagen im Rhythm and Blues. Er besuchte zwei Jahre das Edinboro State Teachers College und war daneben als Musiker aktiv. In den späten 1950er Jahren hörte er in Pittsburgh Jimmy Smith, dessen Orgelspiel seine weitere musikalische Entwicklung prägte.
Ende der 1950er Jahre war er Organist in der Band des Tenorsaxophonisten Sonny Stanton, anschließend im Quartett von Gene Barr. 1962 spielte er mit einem eigenen Trio, mit dem erste Aufnahmen für das kleine Label LaVere entstanden. Bei einem Auftritt in Newark hörte ihn Nesuhi Ertegün von Atlantic Records und bot ihm einen Vertrag an; die Single Sticks and Stones wurde ein lokaler Hit in Pittsburgh, eine LP mit Eric Kloss blieb unveröffentlicht. Es folgte ein Album (Organ Loud Out) für das Label Mainstream. 1966 legte er Mother Blues auf dem Label Jo-Da vor. Daneben produzierte Ludwig auf einem eigenen Label namens Ge-Lu Records (This is Gene Ludwig).
Im Jahr 1969 erhielt Ludwig, die Möglichkeit mit Sonny Stitt aufzunehmen (Night Letter auf Prestige), als Don Patterson dessen Band verlassen hatte. Mit Pat Martino leitete er um 1970 eine Zeitlang eine gemeinsame Formation; in Pittsburgh spielte er in den 1970er Jahren mit Bill Easley, Arthur Prysock und lokalen Bands; weitere Aufnahmen unter eigenem Namen entstanden für Muse (Now’s The Time).
In den 1980er Jahren gastierte er auf dem Montreux Jazz Festival; 1988 spielte er auf der Gedenkfeier von Don Patterson und organisierte in den folgenden Jahren die Jazz Organ Jams in Shadyside bei Pittsburgh im Club The Balcony, bei denen gemeinsame Auftritte von Jack McDuff, Joey DeFrancesco und dessen Vater John DeFrancesco stattfanden. Weitere Aufnahmen entstanden für ein Album mit dem Gitarristen Randy Caldwell (The American Underground).
Ab 1998 legte er noch die weiteren Alben Back on the Track, Soul Serenade (2000), The Groove Organization (2002) und Hands On (2003) vor; 2005 entstand im Blue Note von Las Vegas ein Live-Mitschnitt. In den letzten Jahren seines Lebens trat er auf dem San Francisco Jazz Festival, im Birdland und im Blue Note von New York und 2003 auf dem Stanford Jazz Festival auf. 2006 nahm er ein letztes eigenes Album mit dem Schlagzeuger und Produzenten Cecil Brooks III auf (Double Exposure); Scott Hamilton beteiligte ihn an seinem Album Across the Tracks (2008).
Ludwig spielte die A-100 Hammond und die B-3.

## Diskographische Hinweise
- Soul Serenade (Blue Leaf, 2000)
- Groove ORGANiziation (Blue Leaf, 2002)
- Live in Las Vegas (Blue Leaf, 2006)
- Duffs Blues (18th & Vine, 2008)
- Gene Ludwig - Love Notes of Cole Porter (Big, 2011)
- Gene Ludwig/Pat Martino Trio: Young Guns (HighNote, 1968/68, ed. 2014)